# يورغن كولين
يورغن كولين (بالهولندية: Jurgen Colin)‏ (20 يناير 1981 بأوترخت في هولندا - ) هو لاعب كرة قدم هولندي في مركز الدفاع. شارك مع منتخب هولندا تحت 21 سنة لكرة القدم. أما مع النوادي، فقد لعب مع آر كي سي فالفيك وأنورثوسيس فاماغوستا وأياكس أمستردام وريال سبورتينغ خيخون ونادي آيندهوفن ونادي جينك ونادي هبوعيل تل أبيب وناك بريدا ونورويتش سيتي وهبوعيل عسقلان ‏.

## وصلات خارجية
- يورغن كولين على موقع الاتحاد الدولي (مؤرشف)  (الإنجليزية)
- يورغن كولين على موقع قاعدة بيانات كرة القدم.إي يو (الإنجليزية)
- يورغن كولين على موقع بيانات كرة القدم. دي إي (الألمانية)
- يورغن كولين على موقع Soccerbase.com (لاعب) (الإنجليزية)
- يورغن كولين على موقع Soccerway.com (الإنجليزية)